# زودیاک واچز
زودیاک واچز (انگلیسی: Zodiac Watches) شرکت ساعت‌سازی سوئیسی است، که در سال ۱۸۸۲ تأسیس شد.
زودیاک، یک برند آمریکایی از ساعت‌های ساخت سوئیس است که در سال ۱۸۸۲ توسط آریست کالام در لو لوکل، سوئیس تأسیس شد. این شرکت عمدتاً بر ساعت‌های غواصی خود از طریق خط تولید سی ولف خود تمرکز دارد، که یکی از اولین ساعت‌های غواصی مدرن است که در سال ۱۹۵۳، قبل از رولکس سابمارینر و بعد از بلنکپین فیفتی فاتومز، عرضه شد. اگرچه زودیاک در سال ۲۰۰۱ توسط گروه فسیل خریداری شد، اما تولید آن در بین، سوئیس باقی ماند. دفتر مرکزی زودیاک و گروه فسیل در ریچاردسون، تگزاس قرار دارد.